# لی بوم-یونگ
لی بوم-یونگ (انگلیسی: Lee Bum-Young؛ زادهٔ ۲ آوریل ۱۹۸۹) یک بازیکن فوتبال اهل کره جنوبی است.